# Бахтолово
Бахтолово — деревня в Вязниковском районе Владимирской области России, входит в состав Паустовского сельского поселения.

## География
Деревня расположена на берегу реки Важенка (Индрус) в 17 км на юг от центра поселения деревни Паустово и в 34 км на юг от города Вязники.

## История
В окладных книгах Рязанской епархии 1678 года в составе Сергиево-Горского прихода значилось 2 деревни: Большое Бахтолово (8 дворов крестьянских и 1 бобыльский) и Малое Бахтолово (7 дворов крестьянских и 1 бобыльский).
В конце XIX — начале XX века деревня входила в составе Сергиевской волости Гороховецкого уезда, с 1926 года — в составе Сергиево-Горской волости Вязниковского уезда. В 1859 году в деревне числилось 37 дворов, в 1905 году — 40 дворов, в 1926 году — 87 дворов.
С 1929 года деревня являлась центром Бахтоловского сельсовета Вязниковского района, с 1935 года — в составе Сергиево-Горского сельсовета Никологорского района, с 1963 года — в составе Вязниковского района, с 2005 года — в составе Паустовского сельского поселения.

## Население
| 1859 | 1905 | 1926 | 2002 | 2010 | 2021 |
| ---- | ---- | ---- | ---- | ---- | ---- |
| 207  | ↗306 | ↘252 | ↘18  | ↘8   | ↗11  |